# Закон на Бетъридж за журналистическите заглавия
Законът на Бетъридж за журналистическите заглавия (на английски: Betteridge's law of headlines) е шеговит закон, който гласи: 
| „ | На всяко заглавие, което завършва с въпросителен знак, може да се отговори с „не“. | “ |

Законът е кръстен на Иън Бетъридж, британски технологичен журналист, който пише по темата през 2009 година, въпреки че залегналият в закона принцип е много по-стар.  Максимата е базирана на предположението, че ако журналистите са сигурни, че отговорът на въпроса им е „да“, те биха го представили като твърдение, докато представяйки го като въпрос, те не носят отговорност за фактологичната коректност. Законът не е приложим към отворени въпроси, а само такива, които изискват задължително отговори „да“ или „не“.

## История
Името на Бетъридж се свързва с описаното в закона наблюдение след като той дискутира в своя публикация в изданието TechCrunch вече излязла статия на Шонфелд, озаглавена „Разкри ли Last.fm данни какво слушат потребителите им на RIAA?“:
| „ | Тази история е чудесна демонстрация на моята максима, че всяко заглавие, което завършва с въпросителен знак, може да се отговори с „не“. Причината защо журналистите използват този стил на новинарско заглавие е, че те знаят, че историята им вероятно е страшна глупост и всъщност нямат източници и факти, с които да я подплатят, но въпреки това искат да я пробутат. | “ |

Подобно наблюдение е направено от британския редактор Андрю Мар в книгата му от 2004 година „Моят занаят“, където сред идеите на Мар за това как читателите трябва да тълкуват вестникарските статии, се казва:
| „ | Ако в заглавието се задава въпрос, опитайте да отговорите с „не“. „Това ли е истинското лице на британската младеж?“ (Здравомислещият читател: „Не.“) „Открихме ли лекарството за СПИН?“ („Не, или нямаше да слагаш въпросителния знак.“) „Този план дава ли ключа към мира?“ („Вероятно не.“) Едно заглавие, завършващо с питанка, означава в огромния процент от случаите, че историята е тенденциозна или твърде прехвалена. Често е страховита история или опит да се напомпа някакво тривиално събитие до полемика на национално ниво, или – за предпочитане – национална паника. За сериозния журналист, който преследва истинска информация, въпросителната в заглавието означава „Не си губи времето да четеш това“. | “ |

## Правило на Хинчлиф
В областта на физиката на частиците, с подобно значение е т.нар. Правило на Хинчлиф (на английски: Hinchliffe's rule) по името на физика Иън Хинчлиф, който формулира твърдението, че ако научна статия е озаглавена във вид на въпрос с възможни отговори „да“ или „не“, то правилният отговор на въпроса е „не“. Този шеговит закон води до хумористичната статия, базирана на Парадокса на лъжеца, написана от физика Борис Кейзър (под псевдонима Борис Пиън) със заглавието: „Вярно ли е Правилото на Хинчлиф?“.